# وونبی
وونبی (به انگلیسی: Vavenby) یک منطقهٔ مسکونی در کانادا است که در بریتیش کلمبیا واقع شده‌است.